# Inchcolm
Inchcolm (Gälisch: Innis Choluim, Insel des heiligen Columba) ist eine Insel im Firth of Forth in Schottland. Auf der Insel befindet sich unter anderem eine mittelalterliche Abtei der Augustiner-Chorherren. Lebten 2001 noch zwei Personen auf Inchcolm, war die Insel bei Zensuserhebung 2011 unbewohnt.

## Geographie
Inchcolm liegt im Firth of Forth südlich von Fife, nördlich von Edinburgh, östlich der Forth Bridge.
Die Insel liegt etwa 930 Meter von der nördlichen Küste zwischen Aberdour und Dalgety Bay sowie 700 Meter vom dortigen Pier entfernt.

## Geschichte

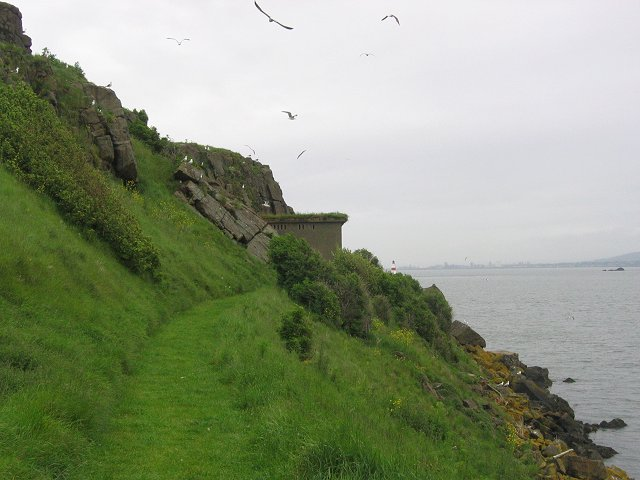
Befestigungen aus dem Zweiten Weltkrieg am Ostende von Inchcolm

Ursprünglich Emona oder Aemonia genannt, wurde Inchcolm wahrscheinlich zur Zeit der Römer von deren Flotte genutzt. 567 wurde es vom irischen Mönch Columban von Iona besucht. Aus dieser Zeit stammt ein einfach steinernes Gebäude auf der Insel, das noch heute steht. Der Hogback von Inchcolm ist einer von wenigen seiner Art in Schottland.
1547 wurde die Insel von den Engländern besetzt. Die Insel wird unter anderem in Shakespeares Macbeth erwähnt.
Während des Ersten und des Zweiten Weltkrieges wurde die Insel befestigt, um das nahe Edinburgh zu beschützen.

## Abtei
1123 wurde ein Priorat von Alexander I. gegründet und 1235 vom Priorat zur Abtei erhoben. Während der Schottischen Unabhängigkeitskriege wurde sie immer wieder von den Engländern überfallen. Nach der schottischen Reformation wurde die Abtei aufgelöst. Aufgrund ihrer Insellage blieb sie aber weitgehend von Zerstörungen verschont und ist noch heute in einem guten Zustand.

## Fauna
Im Westen der Insel befindet sich eine Brutkolonie von Möwen und Eissturmvögeln. Rund um die Insel gibt es Robben.